# Campo de Criptana
Campo de Criptana – gmina w Hiszpanii, w prowincji Ciudad Real, w Kastylii-La Mancha, o powierzchni 302,41 km². W 2011 roku gmina liczyła 14 820 mieszkańców.